# Pigalle (film)
Pigalle je francouzsko-švýcarský hraný film z roku 1994, který režíroval Karim Dridi podle vlastního scénáře. Snímek měl světovou premiéru na filmovém festivalu v Benátkách.

## Děj
V pařížské čtvrti Pigalle se pohybují různé existence. Divine je transsexuál, který vystupuje v místním klubu. Je zamilovaný do Fifiho, pouličního podvodníka a drobného zloděje. Fifi zase miluje Divine, ta ale flirtuje s Vérou, striptýzovou tanečnicí, která vystupuje v peep show. Když je Divine vydírána, aby poskytla informace jednomu drogovému dealerovi, komplicové použijí Véru jako návnadu, aby přemluvila Fifiho stát se nájemným vrahem.

## Obsazení
| Véra Briole           | Véra           |
| Francis Renaud        | Fifi           |
| Blanca Li             | Divine         |
| Philippe Ambrosini    | Malfait        |
| Jean-Michel Fête      | P'tit Fred     |
| Patrick Chauvel       | Jésus le Gitan |
| Jean-Claude Grenier   | Empereur       |
| Jean-Jacques Jauffret | Marc-Antoine   |
| Philippe Nahon        | Lezzi          |

## Ocenění
- Prix Michel-Simon (Véra Briole)
- Zvláštní cena poroty na festivalu Kinotavr v Soči
- César: nominace v kategorii nejlepší filmový debut